# Excorallana conabioae
Excorallana conabioae is een pissebed uit de familie Corallanidae. De wetenschappelijke naam van de soort is voor het eerst geldig gepubliceerd in 1998 door Hendrickx & Espinosa-Perez.